# Zenobia del Carretto Doria
Zenobia del Carretto Doria (a volte citata anche come Zanobia; Melfi, 30 novembre 1541 – Genova, 18 dicembre 1590) è stata principessa regnante di Melfi, contessa consorte di Loano e marchesa consorte di Torriglia.

## Biografia

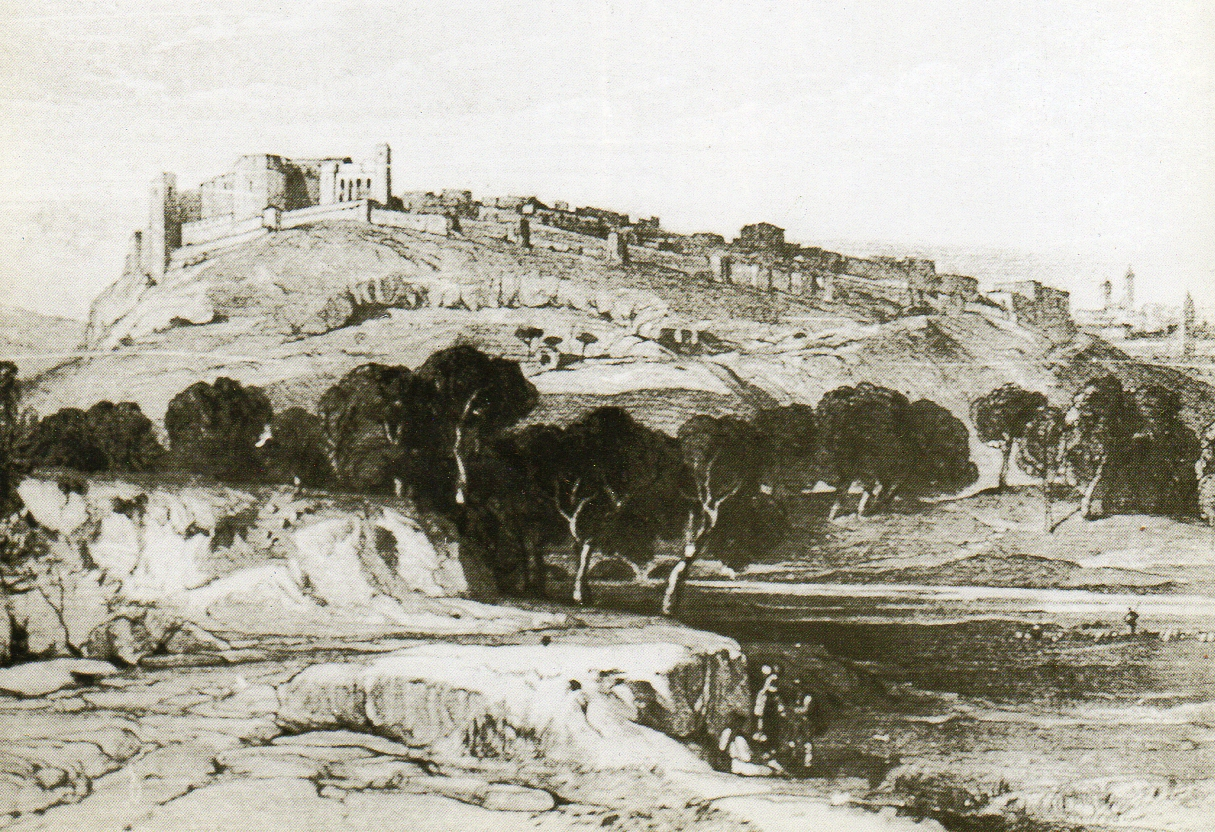
Melfi e il castello

Zanobia era figlia di Marcantonio del Carretto, adottato da Andrea Doria da cui erediterà il principato di Melfi, e di Giovanna de Leyva (Milano, 1521 -  Melfi, 1545); dall'età di quattro anni fu cresciuta dalla seconda moglie di Marcantonio, Vittoria Piccolomini d'Aragona. Sposò appena diciottenne Gianandrea Doria, nel giorno del Corpus Domini del 1558 a Gaeta, portandogli in dote il feudo melfitano e assicurando alla comune discendenza i diritti dei marchesi del Carretto di Finale, la cui linea maschile si estinse nel 1602. Lei, però, fu la principessa  di Melfi, e il marito, marchese di Torriglia e conte di Loano le subentrerà solo alla morte. Proprio per questo fu ella a pagare il relevio per il principato di Melfi il 10 giugno 1578, due mesi dopo la morte del padre.
La rinuncia ad esercitare i suddetti diritti fu ricompensata lautamente dal re di Spagna, quando egli acquisì il controllo del marchesato finalese.
I discendenti di Zanobia e Gian Andrea utilizzarono il cognome Doria del Carretto, sostituito solo nel Settecento dal cognome Doria Pamphili. La discendenza di Andrea II, figlio di Zanobia, amministrerà Melfi fino all'applicazione delle leggi eversive della feudalità (1806) con il 14º principe Luigi Giovanni Andrea (+1838). Non si sa se Zanobia, che solitamente risiedeva nel palazzo di Loano, abbia mai visitato il lontano feudo e il federiciano castello, dimora dei principi che ne furono proprietari fino al 1950.

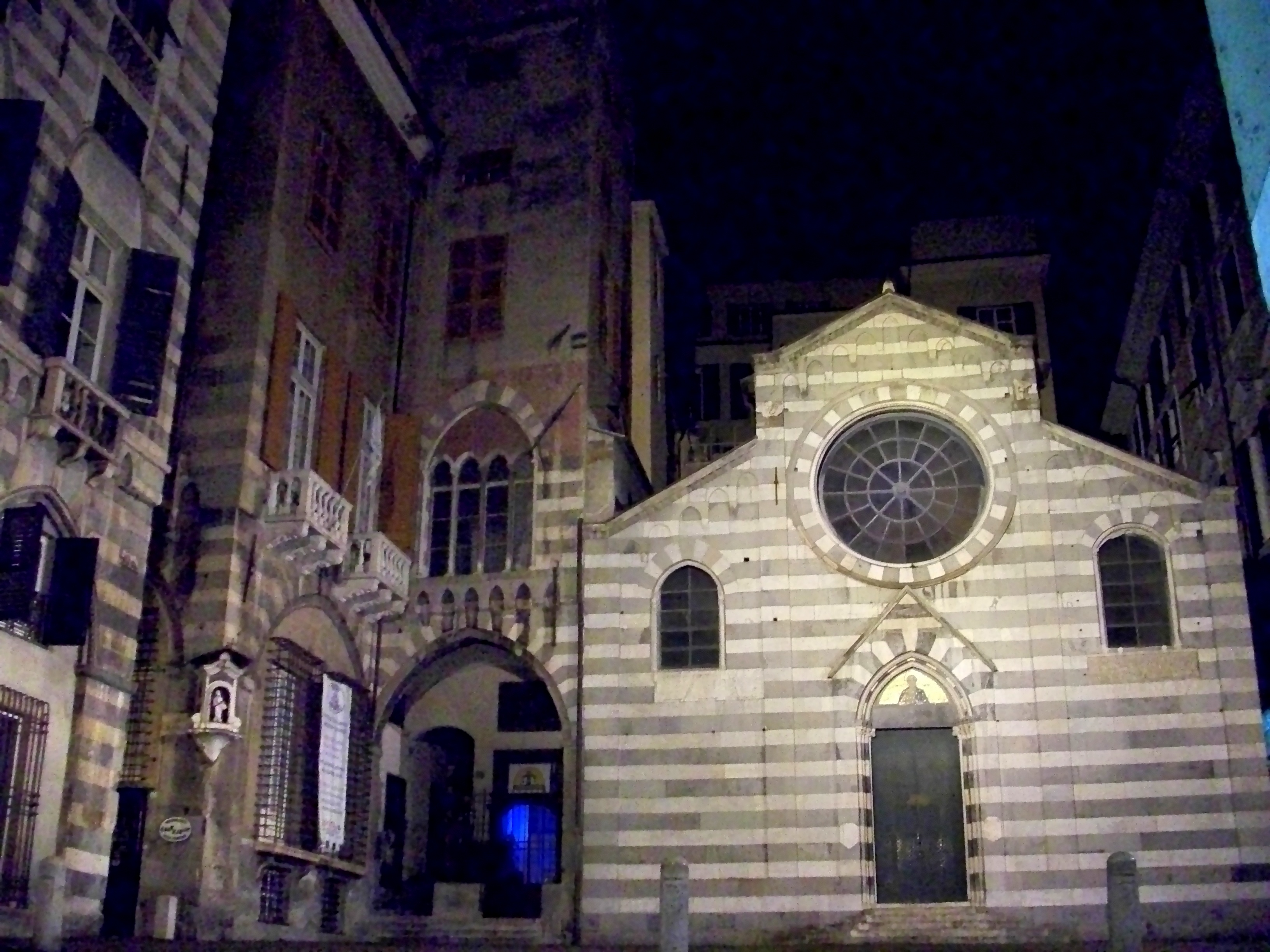
Genova: San Matteo, luogo di sepoltura di Zanobia

Zanobia del Carretto Doria è ricordata anche per le sue attività di benefattrice, fra cui l'istituzione dei monti di pietà di Melfi, Loano, Torriglia, Carrega Ligure e Ottone: contribuì, inoltre, al riscatto di molti schiavi cristiani catturati dai musulmani.
Il nome della principessa è particolarmente legato a Loano, di cui il consorte era feudatario e dove lei soggiornava nei mesi più freddi dell'inverno. Assieme a Gianandrea assicurò la committenza del centro monumentale di Loano, fra cui il palazzo Doria, la torre pentagonale, la loggetta aerea e il borgo ben squadrato e circondato da mura: tali opere furono completate nel 1578), mentre la chiesa di Sant'Agostino nel periodo 1588-1590.
La figura di Zanobia è commemorata con molte lapidi non solo a Loano (sulla porta di palazzo Doria e su quella di Sant'Agostino), ma anche a Melfi (sull'ingresso del castello) e nelle chiese di Santa Maria delle Grazie di Pegli e di San Benedetto di Fassolo.
Il poeta e drammaturgo savonese Gabriello Chiabrera (1552-1638) le dedicò un sonetto per la sua morte. La principessa scomparve, all'età di 50 anni, il 18 dicembre 1590, a Genova, e fu sepolta nella cripta dei Doria della chiesa di san Matteo dove ancora riposa accanto al marito e non lontana dal sepolcro di Andrea Doria.